# Форбс, Дункан
Дункан Форбс (англ. Duncan Forbes; 28 апреля 1798 года, Киннэрд (англ.) — 17 августа 1868 года, Лондон) — английский лингвист и шахматный историк, переводчик. В своих трудах опроверг ряд мифов о древнем происхождении шахмат, но его выводы впоследствии были признаны ошибочными. Критика работ Форбса способствовала созданию современной истории шахмат.
Был профессором в Калькутте, затем с 1837 года профессором восточных языков в Королевском колледже в Лондоне. В 1849—1855 годах был одним из администраторов Британского музея.

## Книги
Главные из его многочисленных сочинений:
- «Observations on the origin and progress of Chess» (Л., 1835),
- «The History of Chess» (1860),
- «A New Persian Grammar» (1828, в сотрудничестве с S. Arnot),
- "An Essay on the origin and structure of the Hindostanee Tongue (1828 и др.),
- «The Hindustani Manual» (1845),
- «A grammar of the Hindustani Language» (1846),
- «A dictionary Hindustani and English» (1848),
- «A Grammar of the Bengali Language» (1861),
- «A grammar of the Arabic Language» (1863),
- «Arabic reading Lessons» (1864).